# Вильясон Монтаньо, Элиодоро
Элиодоро Вильясон Монтаньо (исп. Eliodoro Villazón Montaño; 22 января 1848, Сакаба, Кочабамба, Боливия — 12 сентября 1939, Кочабамба, Боливия) — боливийский государственный деятель, президент Боливии (1909—1913).

## Биография
Получив юридическое образование, стал одним из известных адвокатов в стране. Основал газету El Ferroviario.
Ещё в молодости заинтересовался политикой. В годы военной службы стал членом «Красной партии», лидером которой был бывший президент Хосе Мария Линарес. Также избирался муниципальным советником города Кочабамба и несколько раз заместителем руководителя департамента Кочабамба.
В 1880—1884 гг. — министр финансов и промышленности Боливии, также являлся специальным финансовым представителем страны в Европе.
Являлся одним из основателей Либеральной партии Боливии. В 1900 и 1902—1903 гг. занимал пост министра иностранных дел в администрации Хосе Мануэля Пандо, активно работал над решением пограничных проблем страны. Занимал пост вице-президента во времена правления Исмаэля Монтеса (1904—1909). Также являлся защитником в территориальном боливийском-перуанском споре относительно границы по реке Манурипи.
Был избран на пост президента страны от Либеральной партии в 1909 году, продолжал политический курс своего предшественника. Период его правления отметился относительным спокойствием, обеспечив профицит бюджета, несмотря на кризис горнодобывающей отрасли 1908 г. Среди других значимых решений:
- создание Высшего института коммерции в Ла-Пасе,
- основание Инженерной школы в Оруро, впоследствии — Национальная инженерная школы,
- в 1911 г. пригласил немецких специалистов для реорганизации боливийской армии,
- открытие железнодорожного сообщения между Арани и Кочабамбой (1913),
- подписание договора о демаркации границы с Перу, положившему конец перуанско-боливийскому пограничному спору.

В 1913 г. Исмаэль Монтес решил снова баллотироваться на пост президента и, выиграв выборы, получил власть из рук того же человека, которому он передал правление в 1909 году. После этого Вильсон был назначен послом Боливии в Аргентине.